# Земовит III
Земовит III, або Земовит Старший (пол. Siemowit III; бл. 1320 — 16 червня 1381, Плоцьк) — князь равський (1341–1355), черський і варшавський (1341–1349), мазовецький (1355—1381).

## Біографія

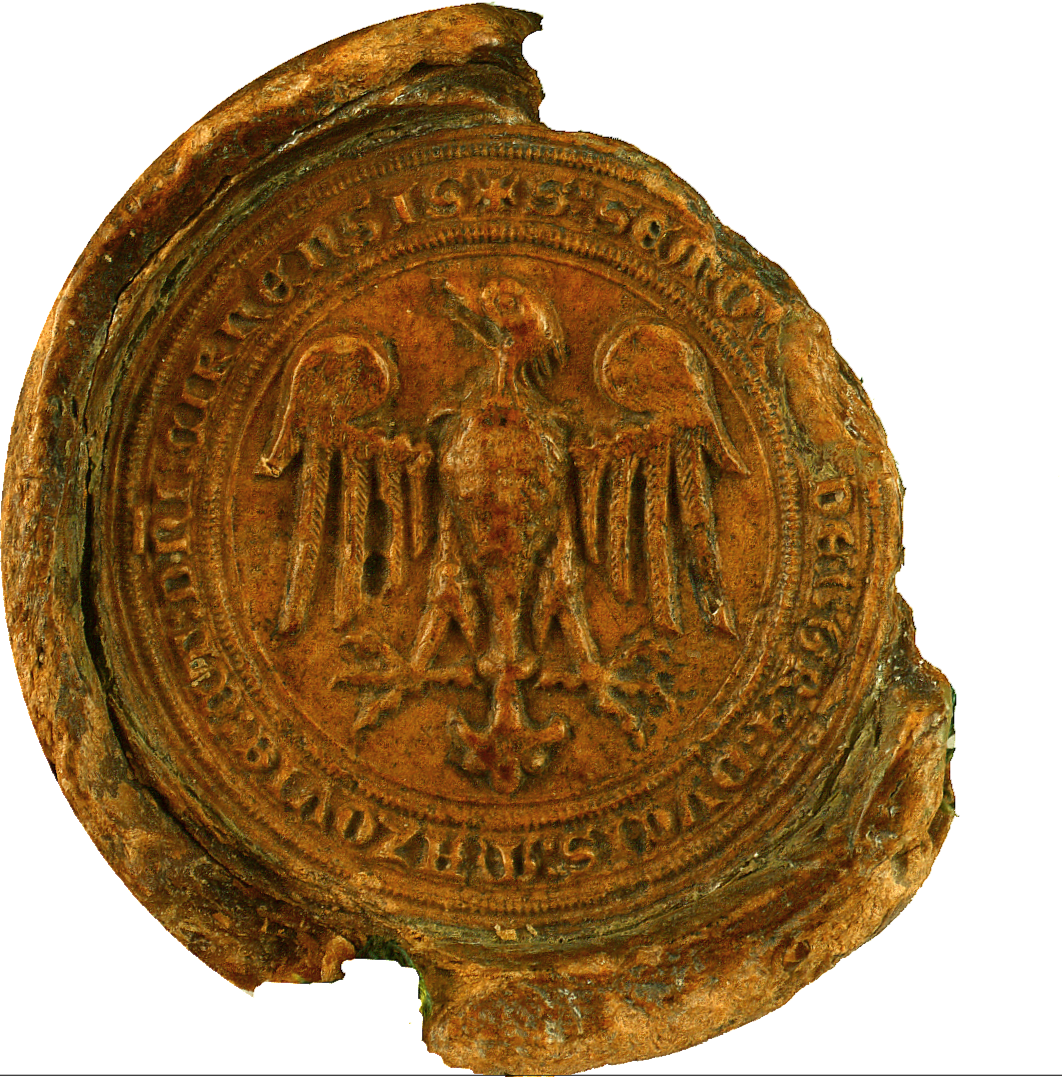
Печатка князя, 1371

Народився близько 1320 року. Син князя Тройдена І та його дружини Марії з Романовичів. Онук — Юрія I Львовича, рідний брат — Юрія II Болеслава, королів Русі.
Після смерті батька 13 березня 1341 року успадкував його Черський уділ, до складу якого входила Варшавська земля. Разом з молодшим на кілька років братом Казимиром правили неподільно до межі 1349—1350 років, хоча Земовит і вважався старшим.
Після поділу уділів Земовит ІІІ отримав Черську, Лівську та Равську землі. 18 вересня 1351 року, після бездітної смерті плоцького князя Болеслава ІІІ, разом з братом і польським королем Казимиром ІІІ за бажанням останнього вони поділили спадок померлого. За ним він отримав Гостинінську землю, а Казимир Варшавський — Сохачевську; на цих землях вони стали ленниками Казимира ІІІ (він 1359 року заповів Земовитові ІІІ Плоцьку землю у випадку своєї бездітної смерті щодо чоловічої лінії).
Після смерті Казимира ІІІ, 5 листопада 1370 року, став князем у Плоцьку, Вишогруді, Закрочимі та Візні а також перестав бути васалом Польського королівства. На межі 1373 і 1374 років старшим синам виділив окремий уділ з обмеженням їх влади, а 23 вересня 1379 остаточно поділив між ними Мазовецьке князівство.
Помер 16 червня 1381 року у Плоцьку, був похований у місцевій латинській катедрі.

### Сім'я
Перша дружина — Евфемія, донька опавського князя; одружилися на початку 1340-х років. Діти:
- Земовит IV (1352 — 21 січня 1426) — князь плоцький (1381—1426, та белзький (1388—1426), був одружений з дочкою великого князя литовського Ольгерда, Олександрою.
- Януш I Старший, дружина — Данута (охрещена як Анна), донька Кейстута.
- Євфемія — дружина господаря Русі, князя Владислава Опольський.
- Маргарита, чоловіки — Казимир, князь слупський, Генріх VIII Бжеський.

Друга дружина — зембицька княжна Анна (однак тривалий час вважали, що нею була Людмила, донька Болеслава ІІІ). Підозрюючи другу дружину у зраді, наказав її ув'язнити на замку Рави-Мазовецької, а потім — задушити (десь у 1368—1372 роках) після народження сина Генрика, якого виховувала якась убога шляхтянка в околицях Рави-Мазовецької.
- Генріх Мазовецький (1368/1370—1392/1393) — єпископ плоцький.

## Джерело
- Jasiński Supruniuk K. Siemowit III (ok. 1320—1381) // Polski Słownik Biograficzny. — Warszawa — Kraków : Polska Akademia Nauk, Polska Akademia Umiejętności, 1996. — T. XXXVII/1, zeszyt 152. — S. 73—75. (пол.)